# لورنس ماروني
لورنس ماروني (بالإنجليزية: Laurence Maroney)‏ هو لاعب كرة قدم أمريكية أمريكي، ولد في 5 فبراير 1985 في سانت لويس في الولايات المتحدة.